# Ligne Myōkō Haneuma
La ligne Myōkō Haneuma (妙高はねうまライン, Myōkō Haneuma Rain) est une ligne ferroviaire de la compagnie Echigo Tokimeki Railway située dans la préfecture de Niigata au Japon. Elle relie la gare de Myōkō-Kōgen à Myōkō à la gare de Naoetsu à Jōetsu.

## Histoire
La première portion ouvre en 1886 puis la ligne est prolongée en 1888. Elle fait alors partie de la ligne Shin'etsu.
Le 14 mars 2015, à l'occasion de l'ouverture de la ligne Shinkansen Hokuriku, une partie de la ligne Shin'etsu est transférée à d'autres compagnies. La section Myōkō-Kōgen - Naoetsu revient à la compagnie Echigo Tokimeki Railway et est renommée Ligne Myōkō Haneuma.

## Caractéristiques
- longueur : 37,7 km
- écartement des voies : 1 067 mm
- nombre de voies : 1
- électrification : courant continu 1500 V
- vitesse maximale : 95 km/h

## Services et interconnexions
La ligne est parcourue par des trains de type Local (omnibus) et Rapid. Des interconnexions ont lieu avec la ligne principale Shin'etsu et la ligne Nihonkai Hisui.
Le Limited Express Shirayuki emprunte la ligne entre Arai et Naoetsu puis continue sa route jusqu'à Niigata via la ligne principale Shin'etsu.
La ligne est également parcourue par des trains de fret.

## Gares
La ligne comporte 10 gares.
| Gare             | Nom japonais | Distance (km) | Correspondances                                                                                | Localisation | Localisation          |
| ---------------- | ------------ | ------------- | ---------------------------------------------------------------------------------------------- | ------------ | --------------------- |
| Myōkō-Kōgen (ja) | 妙高高原     | 0             | Shinano Railway : Kita-Shinano                                                                 | Myōkō        | Préfecture de Niigata |
| Sekiyama         | 関山         | 6,4           |                                                                                                | Myōkō        | Préfecture de Niigata |
| Nihongi          | 二本木       | 14,7          |                                                                                                | Jōetsu       | Préfecture de Niigata |
| Arai             | 新井         | 21,0          |                                                                                                | Myōkō        | Préfecture de Niigata |
| Kita-Arai        | 北新井       | 23,9          |                                                                                                | Myōkō        | Préfecture de Niigata |
| Jōetsumyōkō      | 上越妙高     | 27,3          | JR East et JR West : Shinkansen Hokuriku                                                       | Jōetsu       | Préfecture de Niigata |
| Minami-Takada    | 南高田       | 29,0          |                                                                                                | Jōetsu       | Préfecture de Niigata |
| Takada           | 高田         | 31,0          |                                                                                                | Jōetsu       | Préfecture de Niigata |
| Kasugayama       | 春日山       | 34,9          |                                                                                                | Jōetsu       | Préfecture de Niigata |
| Naoetsu          | 直江津       | 37,7          | Echigo Tokimeki Railway : Nihonkai Hisui (interconnexion) JR East : Shin'etsu (interconnexion) | Jōetsu       | Préfecture de Niigata |

## Matériel roulant
La ligne est parcourue par des trains de trois compagnies. Echigo Tokimeki Railway utilise principalement des trains de série ET127, mais aussi des trains de série ET122. Le train touristique Echigo Tokimeki Resort Setsugekka est exploité avec des trains de série ET122-1000. Hokuetsu Express utilise des trains de série HK1000 tandis que JR East utilise des trains de série 115. Les services Shirayuki sont exploités avec des trains de série E653 de la JR East.

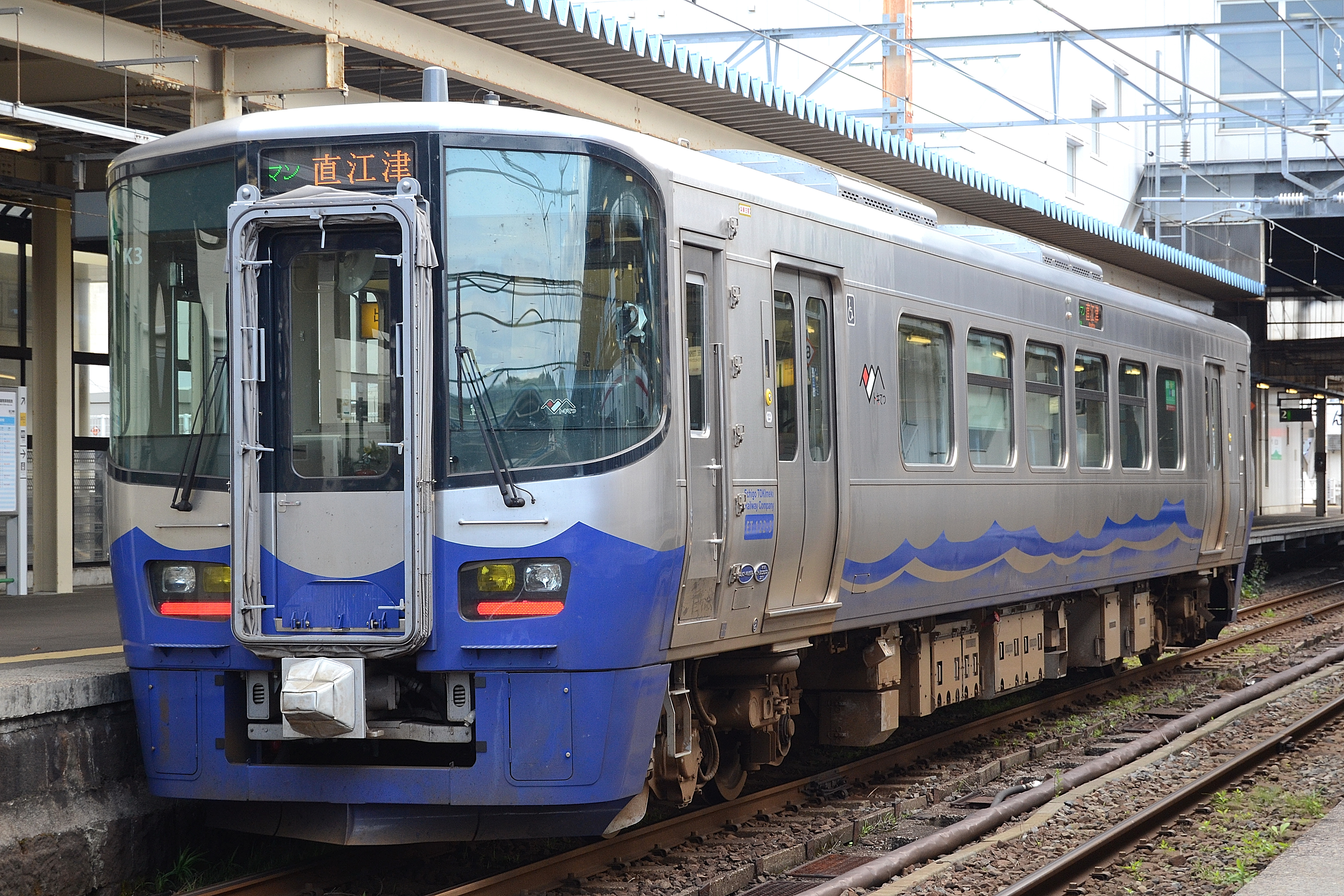
Echigo Tokimeki Railway série ET122
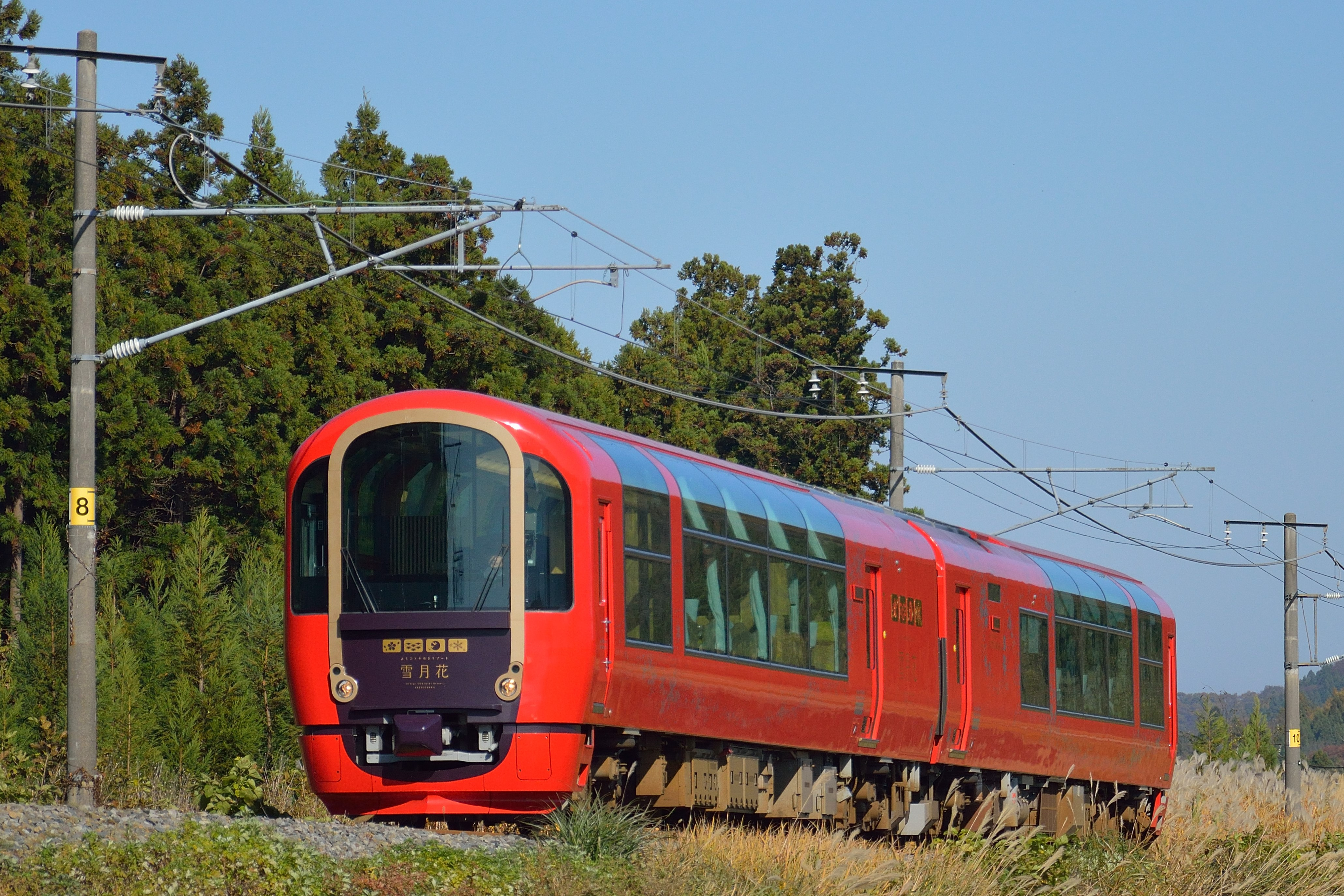
Echigo Tokimeki Railway série ET122-1000
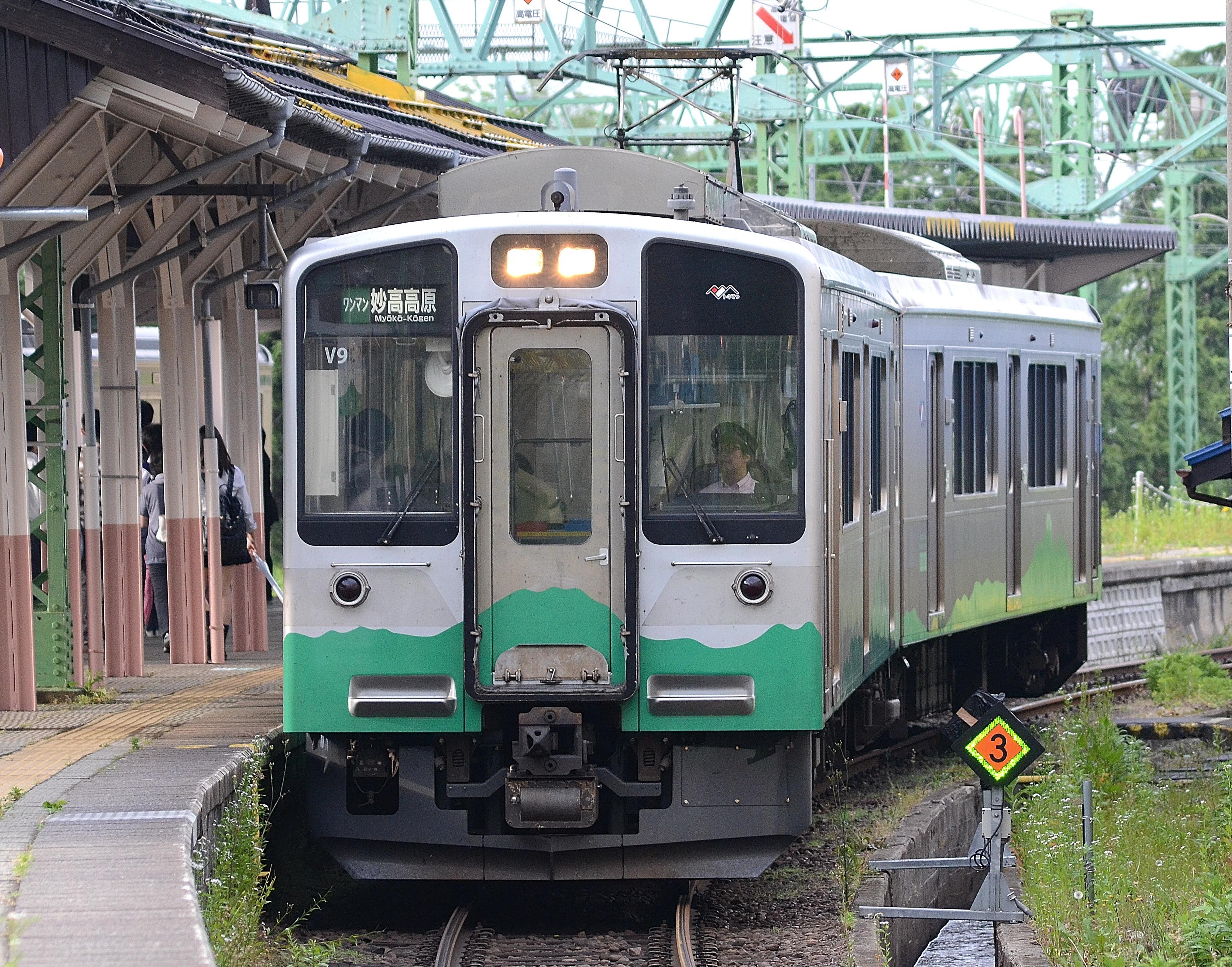
Echigo Tokimeki Railway série ET127
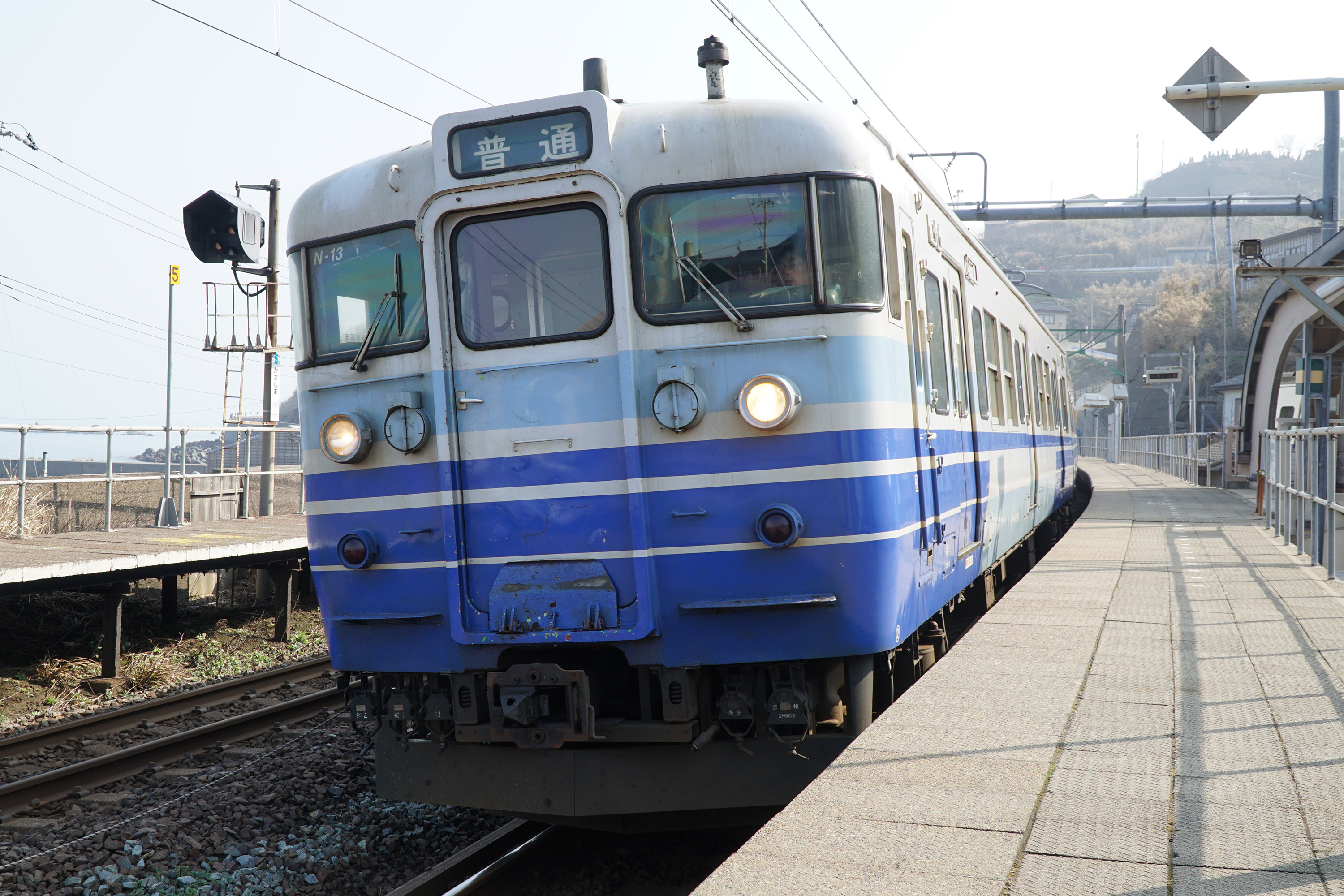
JR East série 115
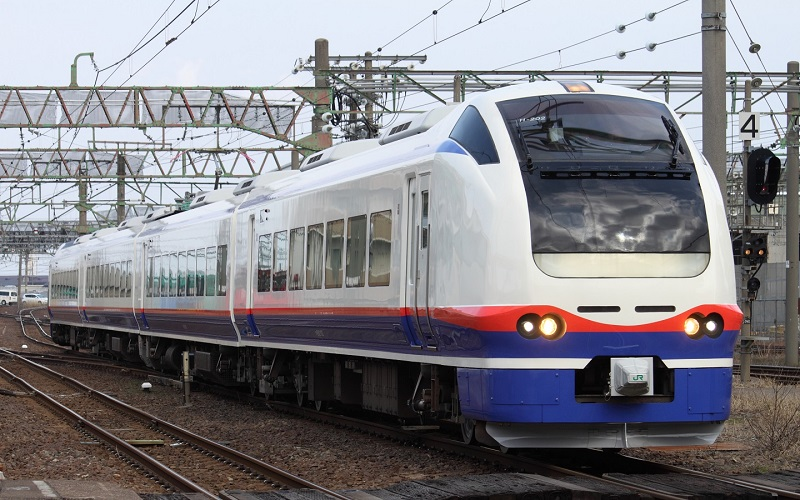
JR East série E653
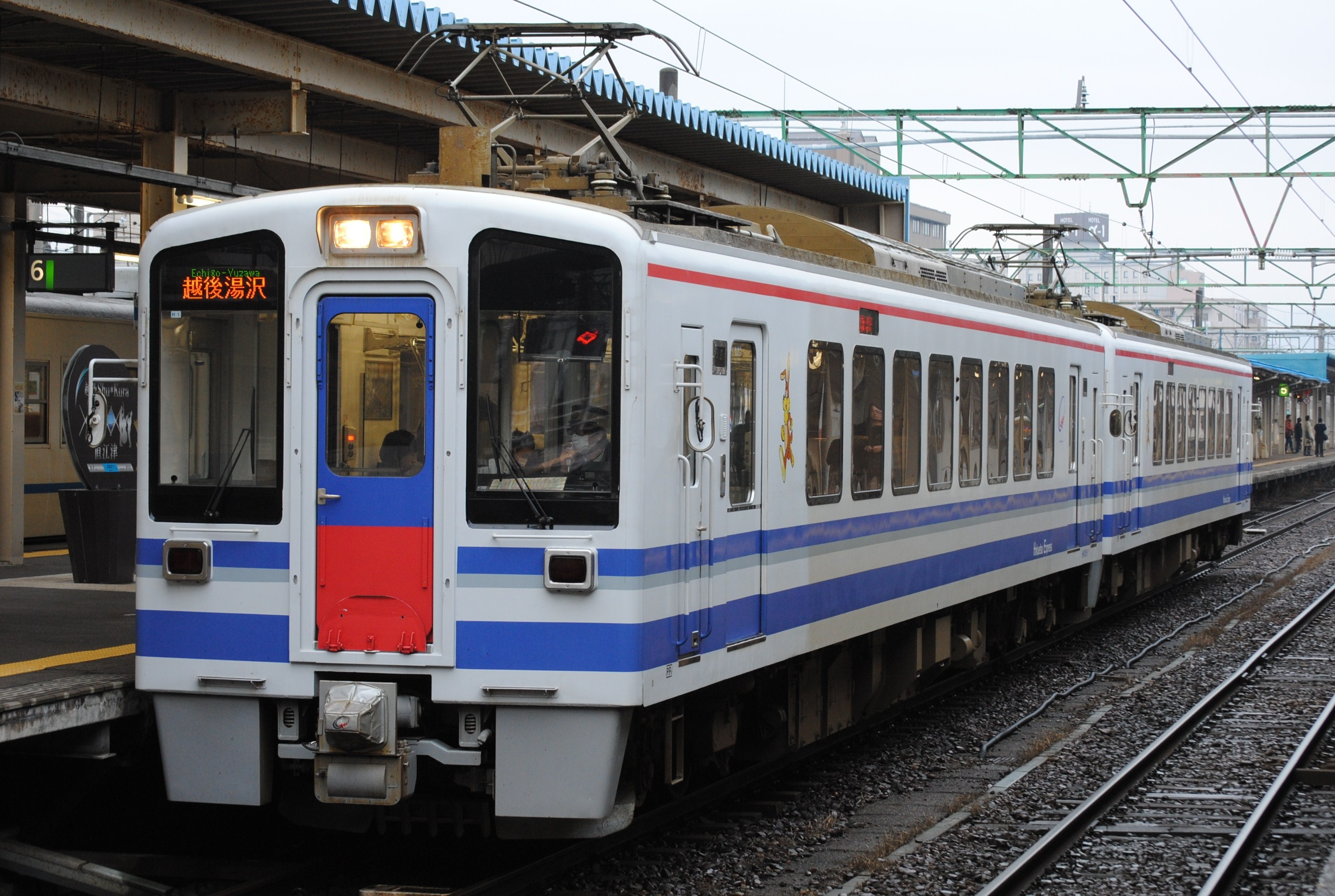
Hokuetsu Express série HK100